# Eleições estaduais no Piauí em 1970
As eleições estaduais no Piauí em 1970 aconteceram em duas fases conforme previa o Ato Institucional Número Três e assim a eleição indireta do governador Alberto Silva e do vice-governador Sebastião Leal foi em 3 de outubro e a escolha dos senadores Fausto Castelo Branco e Helvídio Nunes, sete deputados federais e vinte e um estaduais ocorreu em 15 de novembro mediante um receituário aplicado aos 22 estados e aos territórios federais do Amapá, Rondônia e Roraima.
Nascido em Parnaíba, o governador Alberto Silva é formado pela Universidade Federal de Itajubá como engenheiro civil, engenheiro eletricista e engenheiro mecânico e chefiou o serviço de transportes elétricos da Estrada de Ferro Central do Brasil na cidade do Rio de Janeiro (1941-1947). De volta ao Piauí, ingressou na UDN e foi eleito prefeito de Parnaíba em 1948 e 1954 e deputado estadual em 1950. Em sua cidade natal dirigiu por duas vezes a estrada de ferro e a seguir a Companhia de Força e Luz. Nomeado presidente da Companhia Energética do Ceará em 1962, ocupou o cargo até retornar ao Piauí e assumir o Palácio de Karnak via ARENA.
A escolha do vice-governador recaiu sobre Sebastião Leal, nascido em Uruçuí e formado em Odontologia pela Universidade Federal do Maranhão sendo também professor da Universidade Federal do Piauí. Sua carreira política teve início no PSD e foi eleito deputado estadual em 1958, 1962 e 1966 ingressando na ARENA tão logo os militares impuseram o bipartidarismo.
Em relação às eleições proporcionais nem mesmo uma vitória maciça da ARENA livrou o pleito de controvérsias, vide o processo instaurado a fim de apurar a ocorrência de fraudes, o caso do "mapismo". Encaminhado ao Supremo Tribunal Federal por Henrique Fonseca de Araújo, procurador-geral da República, foi arquivado pelos dispositivos da Lei da Anistia.

## Resultado da eleição para governador
Compareceram à sessão quarenta deputados estaduais.
| Candidatos a governador do estado | Candidatos a vice-governador | Número | Coligação             | Votação | Percentual |
| --------------------------------- | ---------------------------- | ------ | --------------------- | ------- | ---------- |
| Alberto Silva ARENA               | Sebastião Leal ARENA         | -      | ARENA (sem coligação) | 35      | 87,50%     |
| Fontes:                           |                              |        |                       |         |            |

## Biografia dos senadores eleitos

### Fausto Castelo Branco
Natural de Teresina, o médico Fausto Castelo Branco  é formado pela Universidade do Estado do Rio de Janeiro em 1950, com especialização em Dermatologia e Alergologia na Policlínica Geral do Rio de Janeiro, além de ter feito cursos de Leprologia no Departamento Nacional de Saúde vinculado ao Ministério da Saúde, de Oncologia no Serviço Nacional do Câncer e de Administração para Médicos no Departamento Administrativo do Serviço Público (DASP). Chefe do serviço de clínica médica do Hospital Getúlio Vargas, em Teresina, e do Serviço de Profilaxia da Lepra do Piauí, voltou à cidade do Rio de Janeiro onde trabalhou como assistente do Departamento de Dermatologia da Policlínica Geral do Rio de Janeiro, da cátedra de Dermatologia da Faculdade de Medicina e Cirurgia do Rio de Janeiro, superintendente da campanha de combate à lepra no Distrito Federal, diretor do Serviço Nacional de Lepra do Ministério da Saúde e diretor-executivo do Instituto Nacional do Sal.
Presidente do VII Congresso Internacional de Leprologia em 1963, chefiou a delegação brasileira ao seminário sobre leprologia no México via Organização Mundial da Saúde, presidindo a Associação Brasileira de Leprologia por um ano a partir de 1965. Parente de políticos como Francisco Pires de Gaioso e Almendra, Pedro Freitas, Gaioso e Almendra e primo de Carlos Castelo Branco, foi eleito deputado federal pela ARENA em 1966 e senador em 1970.

### Helvídio Nunes
Nascido em Picos, o advogado Helvídio Nunes formou-se pela Universidade Federal do Rio de Janeiro. Eleito prefeito de sua cidade natal via UDN em 1954 e deputado estadual em 1958 e 1962, licenciou-se do mandato para assumir o cargo de secretário de Viação, Obras Públicas, Agricultura, Indústria e Comércio, no governo Petrônio Portela, a quem seguiu na filiação à ARENA. Em 1966 foi eleito governador do Piauí por via indireta, tomando posse em 12 de setembro. Deixou o Palácio de Karnak em 1970, meses antes de eleger-se senador.

## Resultado da eleição para senador
Segundo o Tribunal Regional Eleitoral foram apurados 480.495 votos nominais (68,82%), 209.566 votos em branco (30,02%) e 8.105 votos nulos (1,16%), resultando no comparecimento de 698.166 eleitores.
| Candidatos a senador da República | Candidatos a suplente de senador | Número | Coligação             | Votação | Percentual |
| --------------------------------- | -------------------------------- | ------ | --------------------- | ------- | ---------- |
| Fausto Castelo Branco ARENA       | Walterdes Sampaio ARENA          | -      | ARENA (sem coligação) | 199.281 | 41,47%     |
| Helvídio Nunes ARENA              | Jesus Tajra ARENA                | -      | ARENA (sem coligação) | 179.846 | 37,43%     |
| Josípio Lustosa MDB               | João Mendes Nepomuceno Neto MDB  | -      | MDB (sem coligação)   | 101.368 | 21,10%     |
| Fontes:                           |                                  |        |                       |         |            |

## Deputados federais eleitos
São relacionados os candidatos eleitos com informações complementares da Câmara dos Deputados.

Representação eleita
  ARENA: 6
  MDB: 1

| Deputados federais eleitos | Partido | Votação | Percentual | Cidade onde nasceu | Unidade federativa |
| Manoel Santos              | ARENA   | 31.824  | 9,79%      | Bom Jesus          | Piauí              |
| Dirno Pires                | ARENA   | 26.833  | 8,26%      | Rio de Janeiro     | Rio de Janeiro     |
| Severo Eulálio             | MDB     | 26.143  | 8,04%      | Picos              | Piauí              |
| Pinheiro Machado           | ARENA   | 25.133  | 7,73%      | Parnaíba           | Piauí              |
| Milton Brandão             | ARENA   | 24.995  | 7,69%      | Pedro II           | Piauí              |
| Paulo Ferraz               | ARENA   | 22.282  | 6,86%      | Teresina           | Piauí              |
| Heitor Cavalcanti          | ARENA   | 20.371  | 6,27%      | Paulistana         | Piauí              |
| Fontes:                    |         |         |            |                    |                    |

## Deputados estaduais eleitos
O placar das bancadas apontava dezessete a quatro para a ARENA frente ao MDB, ou seja, o governo detinha mais de 80% das vagas.

Representação eleita
  ARENA: 17
  MDB: 4

| Deputados estaduais eleitos | Partido | Votação | Percentual | Cidade onde nasceu  | Unidade federativa |
| Francisco Figueiredo        | MDB     | 10.976  | 3,34%      | União               | Piauí              |
| Filadelfo Castro            | MDB     | 9.154   | 2,78%      | Nova Iorque         | Maranhão           |
| Waldemar Macedo             | ARENA   | 8.419   | 2,56%      | São Raimundo Nonato | Piauí              |
| Afrânio Nunes               | ARENA   | 8.390   | 2,55%      | Amarante            | Piauí              |
| Wilson Brandão              | ARENA   | 8.343   | 2,54%      | Pedro II            | Piauí              |
| João Lobo                   | ARENA   | 7.834   | 2,38%      | Floriano            | Piauí              |
| Edson Rocha                 | ARENA   | 7.723   | 2,35%      | Jerumenha           | Piauí              |
| Walmor Carvalho             | ARENA   | 7.682   | 2,34%      | Oeiras              | Piauí              |
| Oscar Eulálio               | MDB     | 7.511   | 2,28%      | Picos               | Piauí              |
| Raimundo Urtiga             | ARENA   | 7.451   | 2,27%      | Sousa               | Paraíba            |
| Ribeiro Magalhães           | ARENA   | 7.303   | 2,22%      | Piracuruca          | Piauí              |
| Pedro Portela               | ARENA   | 7.162   | 2,18%      | Barras              | Piauí              |
| Carvalho e Silva            | ARENA   | 7.161   | 2,18%      | Teresina            | Piauí              |
| Humberto Silveira           | ARENA   | 7.132   | 2,17%      | Jaicós              | Piauí              |
| Djalma Veloso               | ARENA   | 7.091   | 2,16%      | Valença do Piauí    | Piauí              |
| Bona Medeiros               | ARENA   | 7.052   | 2,14%      | União               | Piauí              |
| Roberto Raulino             | ARENA   | 6.994   | 2,13%      | Altos               | Piauí              |
| José de Castro              | ARENA   | 6.950   | 2,11%      | São Raimundo Nonato | Piauí              |
| Wilson Parente              | ARENA   | 6.456   | 1,96%      | Cristino Castro     | Piauí              |
| Josefina Costa              | ARENA   | 6.335   | 1,93%      | São Raimundo Nonato | Piauí              |
| Nogueira Filho              | MDB     | 5.884   | 1,79%      | Pedro II            | Piauí              |
| Fontes:                     |         |         |            |                     |                    |

## Eleições municipais
Nesse mesmo dia foram realizadas eleições municipais em todo o estado e nelas a ARENA venceu em cento e três municípios e nomeou o prefeito de Teresina enquanto o MDB fez dez prefeitos.